# Gubacs

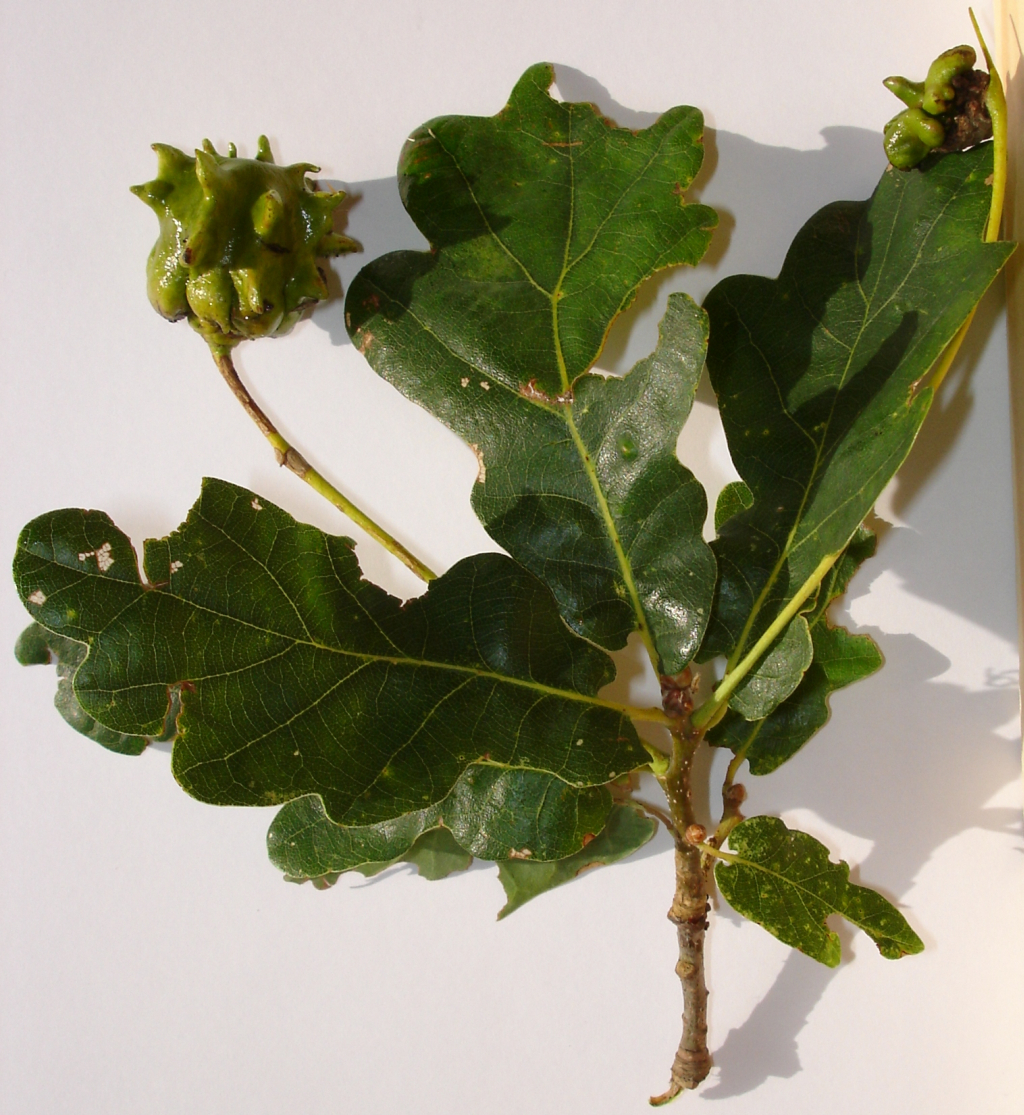
Suskagubacsdarázs (Andricus quercuscalicis) az egyivarú nemzedék gubacsa a kocsányos tölgy (Quercus robur) makkján

A gubacs növényi szövetekben kifejlődő rendellenes sejtszaporulat, illetve sejtméret-növekedés, amely valamilyen más élő szervezet (vírus, baktérium, gomba, fonalféreg, rovar, atka stb.) tevékenységének hatására jön létre.
A gubacs a benne vagy rajta élősködőknek az időjárás és ellenség ellen védelmül, lakóhelyül, költőfészkül és táplálékul is szolgál. A gubacsok külső alakja nagyon különböző, csak tölgyfáról több mint 200 faj különböző gubacs ismeretes.

## Kialakulása
A gubacs csak a fiatal, még fejlődésben lévő részekből: rügyből, fiatal gyökérből, szárból, levélből képződik.
A gombák közül néhány élősködő penészgomba (pl. Synchitrium) és rozsdagomba (pl. Gymnosporangium) okoz különböző gubacsokat.
Az állatok közül egyes rovarok: a gubacsdarazsak (Cynipidae), a gubacslegyek (Cecidomyidae), valamint a növénytetvek közül például a gubacstetvek (Eriosomatidae), a levéltetvek (Aphididae), a toboztevek (Adelgidae) vagy a levélbolhák (Psyllidae), továbbá egyes ormányosbogarak és lepkehernyók; a pókszabásúak közül a gubacsatkák (Eriophyidae); végül néhány fonálféreg és kerekesféreg is okozhat gubacsot. A rovarok által előidézett gubacsok általában a növényben fejlődő lárva, vagy az ott élő kifejlett egyed által kibocsátott kémiai anyagok hatására jönnek létre (attól függetlenül, hogy azok okoznak-e fizikai sérülést vagy sem). Az így kialakult gubacsokban fejlődnek ki aztán a lárvák, ott bábozzák be magukat s csak mint kifejlett rovarok hagyják el a gubacsot, az azon vágott kis nyíláson keresztül.

## Felhasználása
A gubacsnak nagy a gyanta és csersav tartalma, ezért tinta és vérzéscsillapító kenőcs előállítására, valamint szövetfestésre és cserzésre használják.
A középkorban használt vasas-csersavas tinta előállításához a legjobb minőségű - nagyon magas, 60–70% csersav tartalmú - gubacsot a közel-keleti Aleppóból szerezték be. A gubacsokat összetörték, áztatták, majd e főzethez vas-szulfátot és mézgát adtak. A gubacstinta áttetszőbb és fényesebb a széntintánál, levegővel való érintkezéskor színe tovább sötétedik és kiválóan beivódik a pergamenbe.
A 19. században az erdészetek jelentős mellékjövedelmet tudtak szerezni a gubacsok gyűjtéséből. Bizonyos fajtáik iránt nagy volt a külföldi kereslet is. Magyarországról egyes években több ezer tonna tölgygubacsot szállítottak Nyugat-Európába. Ennek nagy része a szlavóniai kocsányos tölgyesekből került ki. A legkelendőbbek a kocsányos tölgy makkján fejlődő suskagubacs, és az ugyanennek a fajnak a rügyén fejlődő nagy magyargubacs voltak. Ez utóbbit használják hagyományosan a cserkésznyakkendőkön csomó helyett.
Sok helyen pamutszínezésnél pácnak, a gyapjúnál színezőanyagnak használják a gubacsból (Quercus infectoria, Cynips gallae tinctoriae) nyert anyagot.
A gubacsokban található lárva hasznos lehet túlélő eleségként vagy horgászcsaliként is.

## Képek

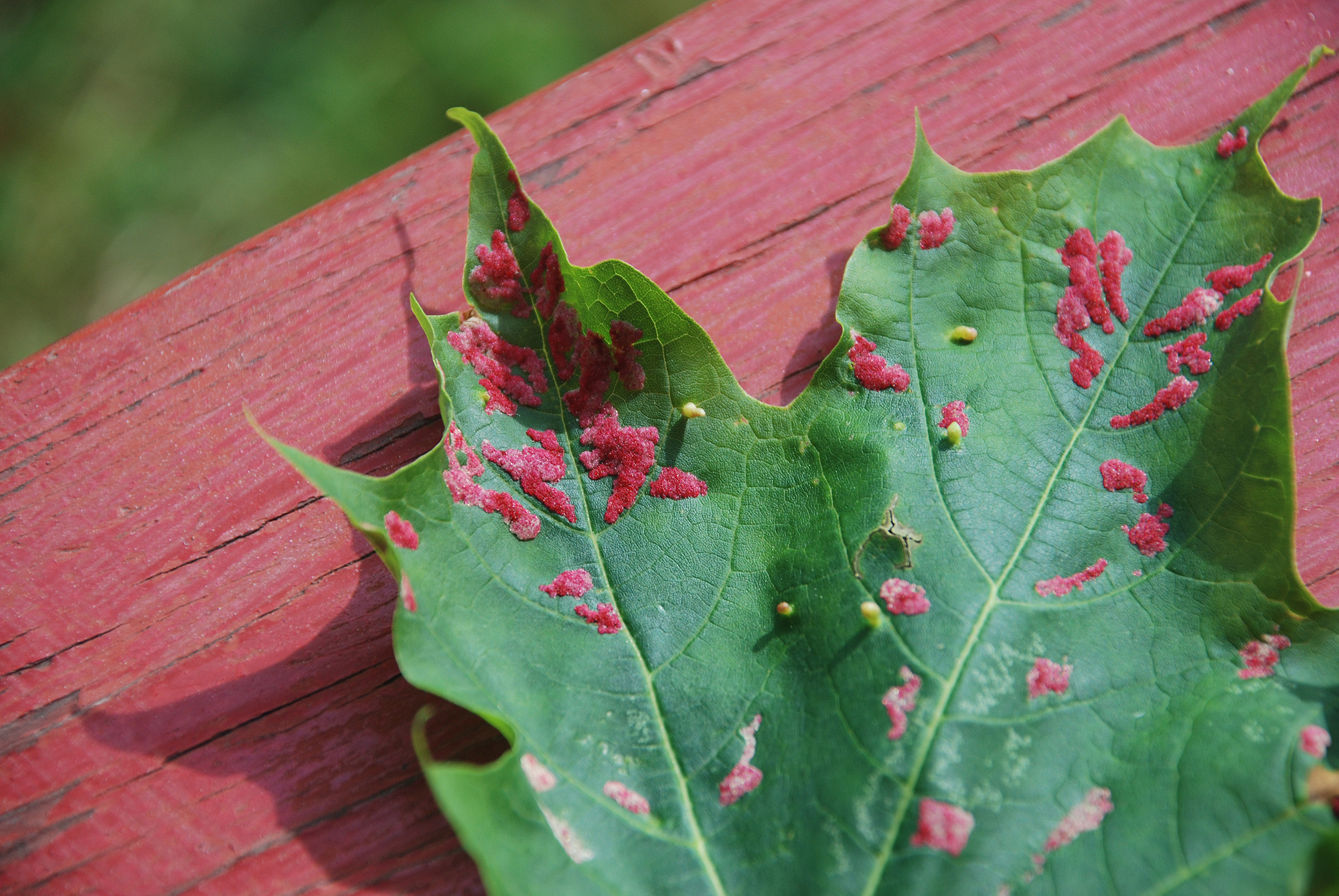
Gubacs egy juharfa levelén
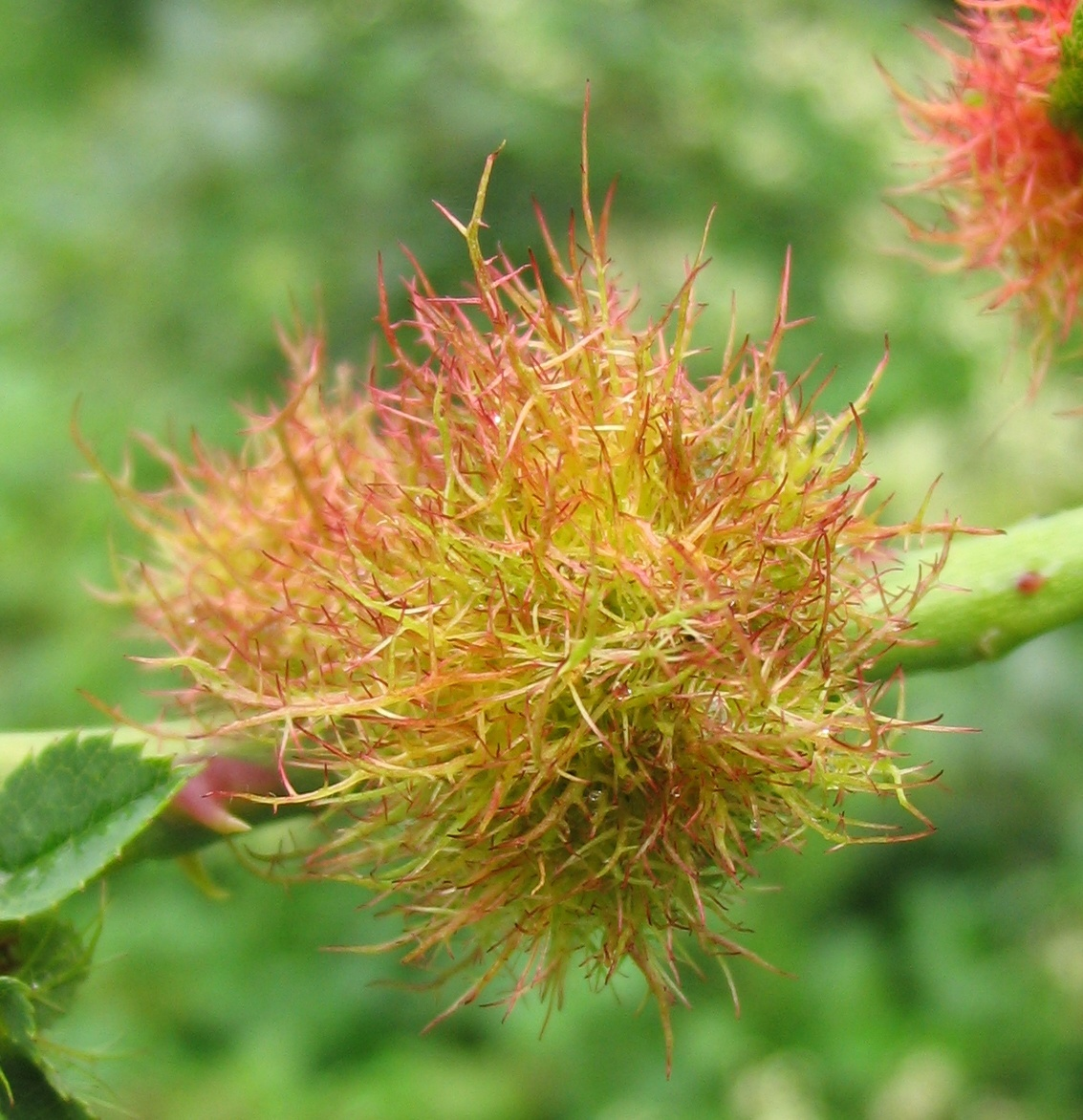
Közönséges vagy borzas rózsagubacs (Diplolepis rosae) egy vadrózsán (Rosa sp.)
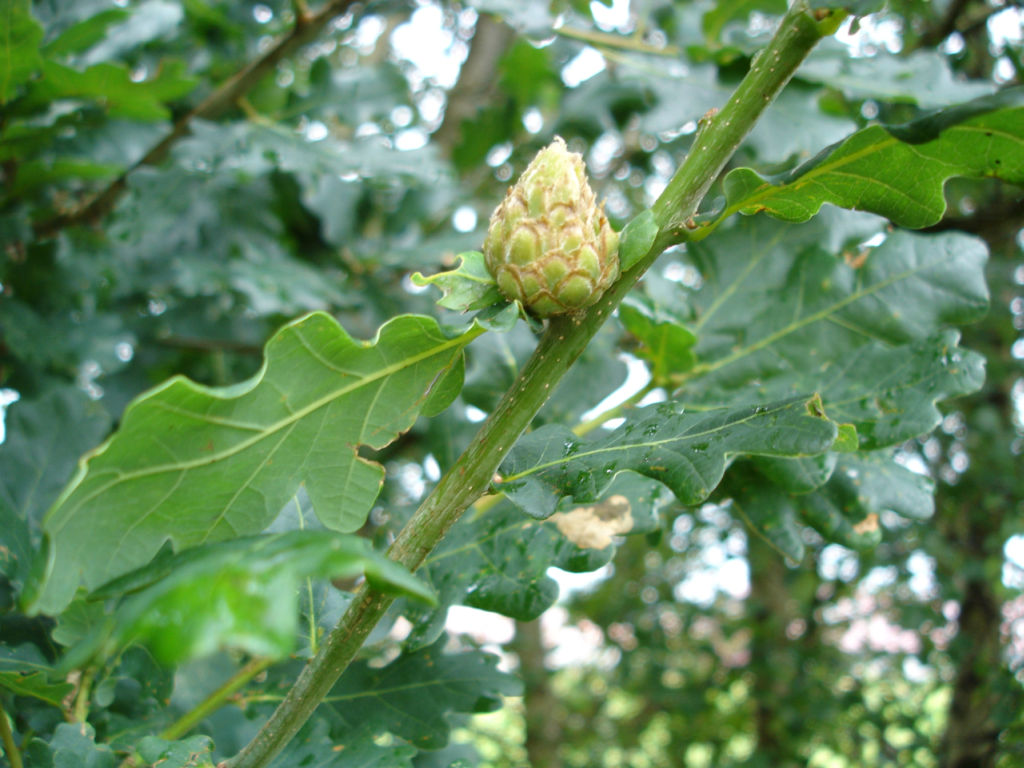
Articsókagubacs (Andricus fecundator)
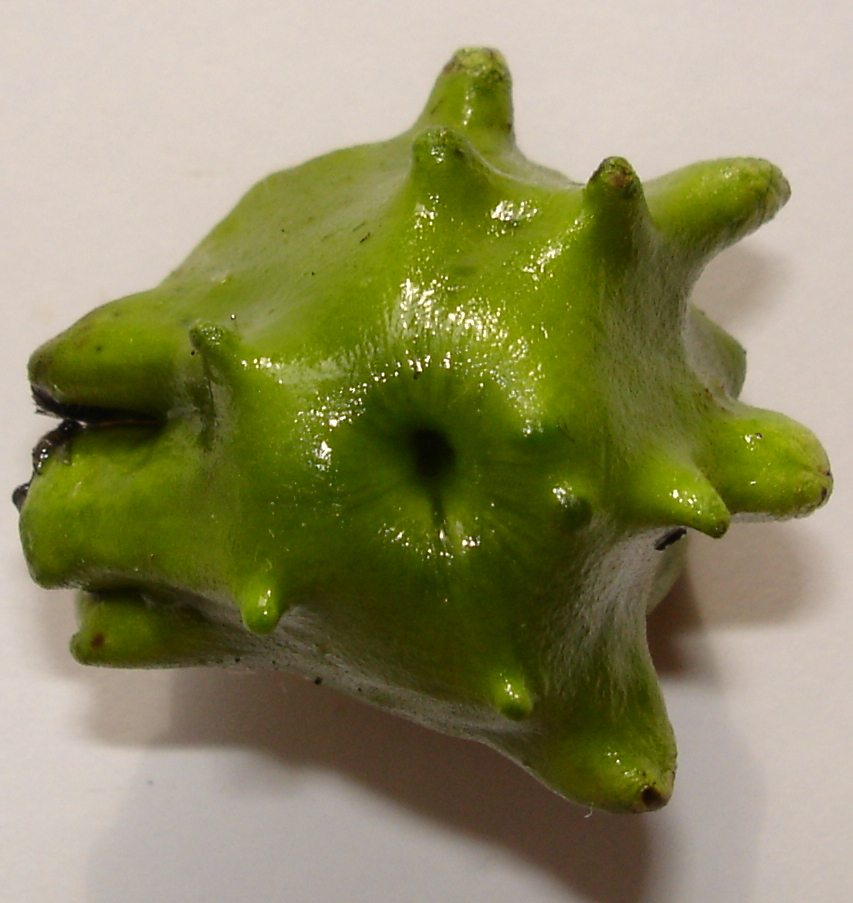
Suskagubacs (Andricus quercuscalicis)
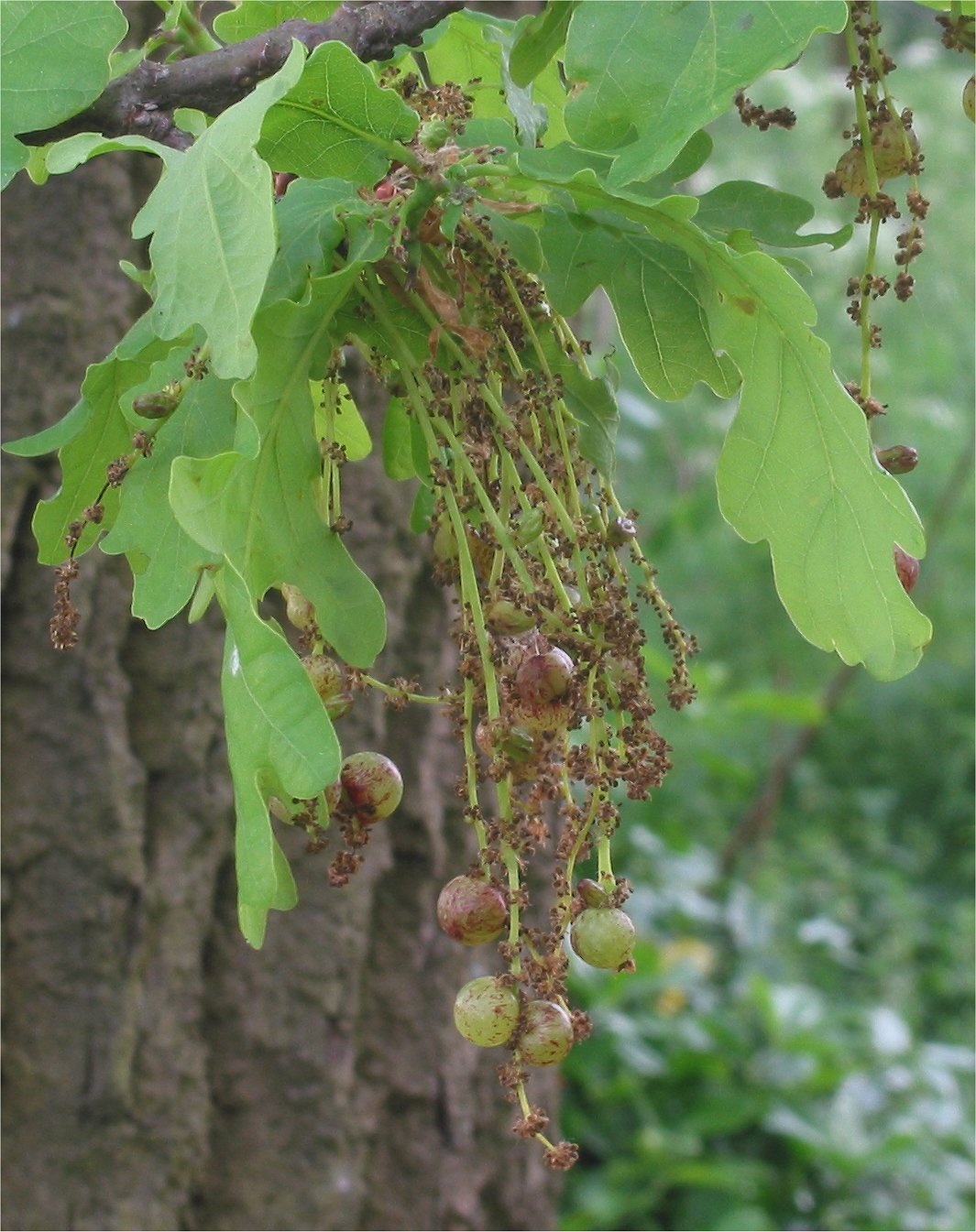
Sima tölgyfagubacs (Neuroterus albipes)
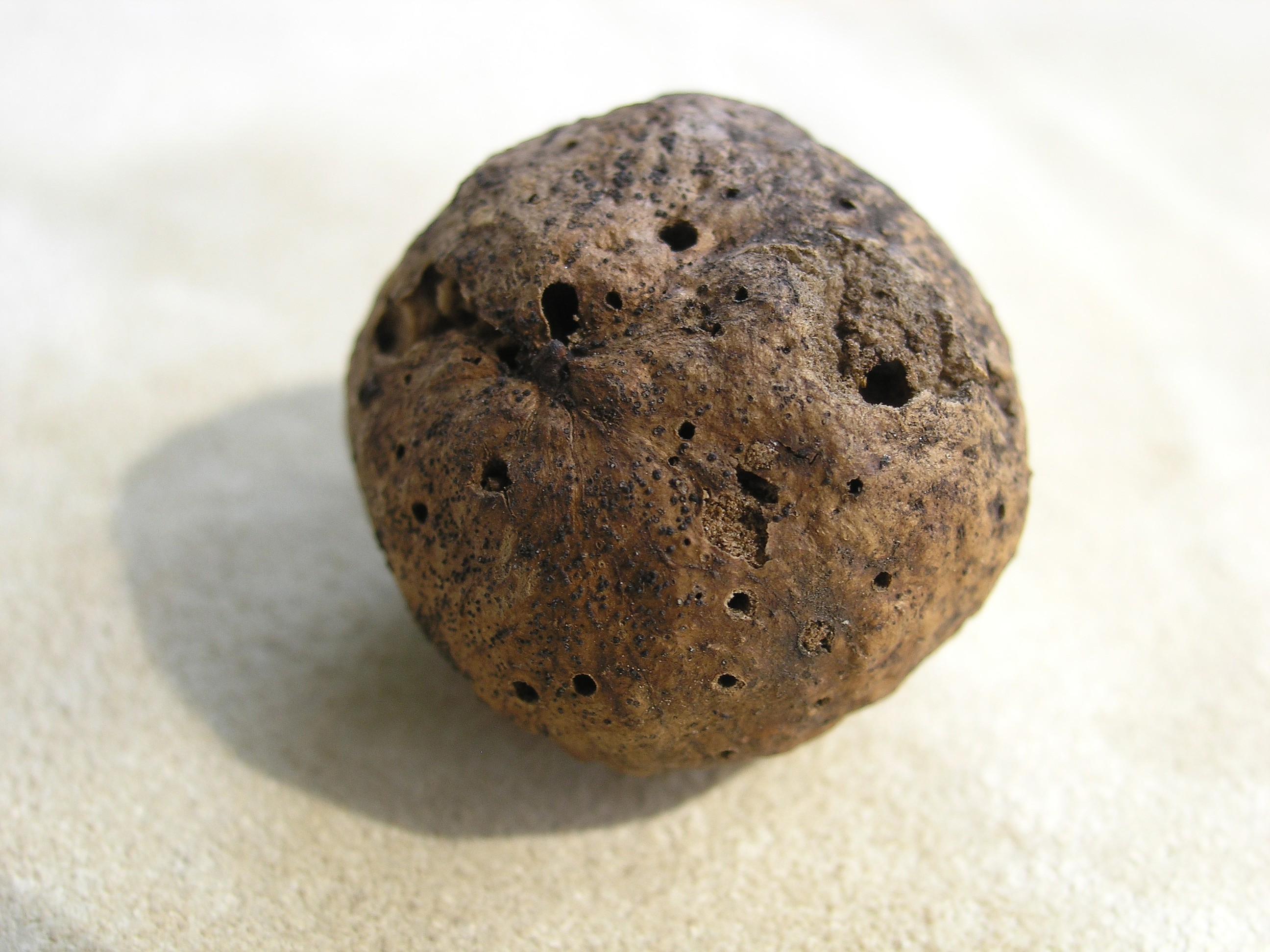
Osztrák tölgygubacs (Andricus kollari)
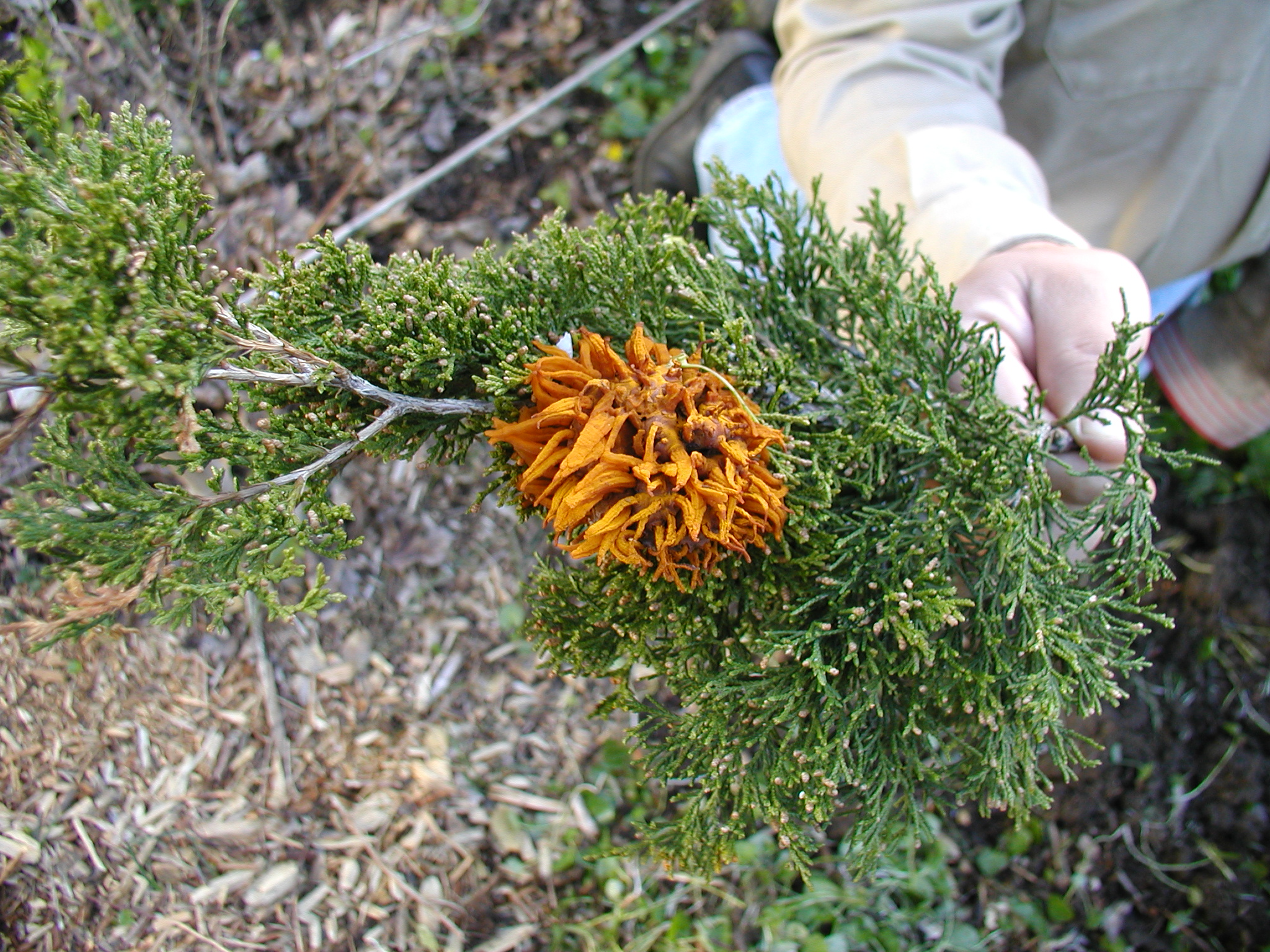
Rozsdagomba gubacsa (Gymnosporangium juniperii)
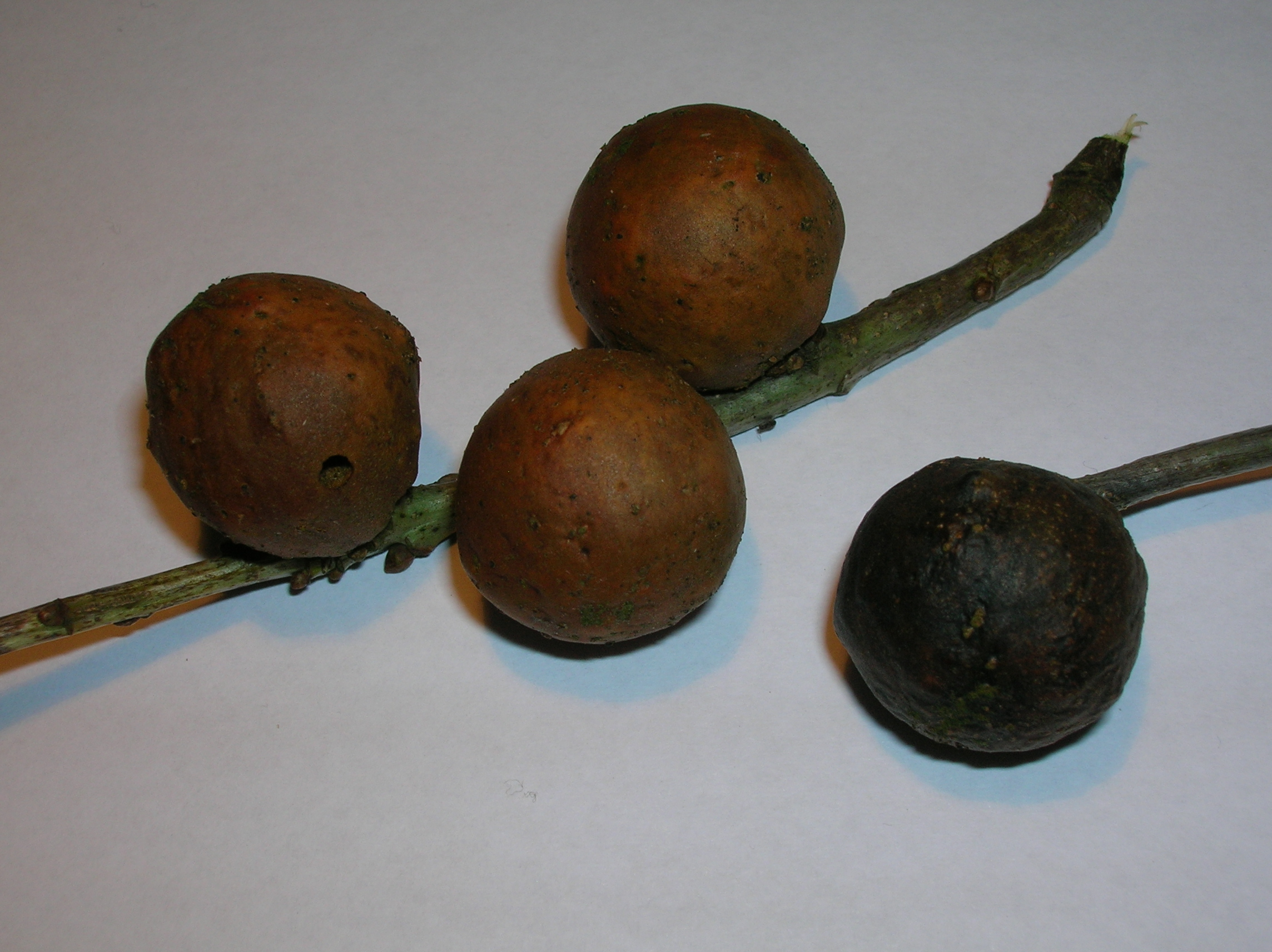
Márvány tölgyfagubacs, az egyiken a gubacslégy által készített lyukkal
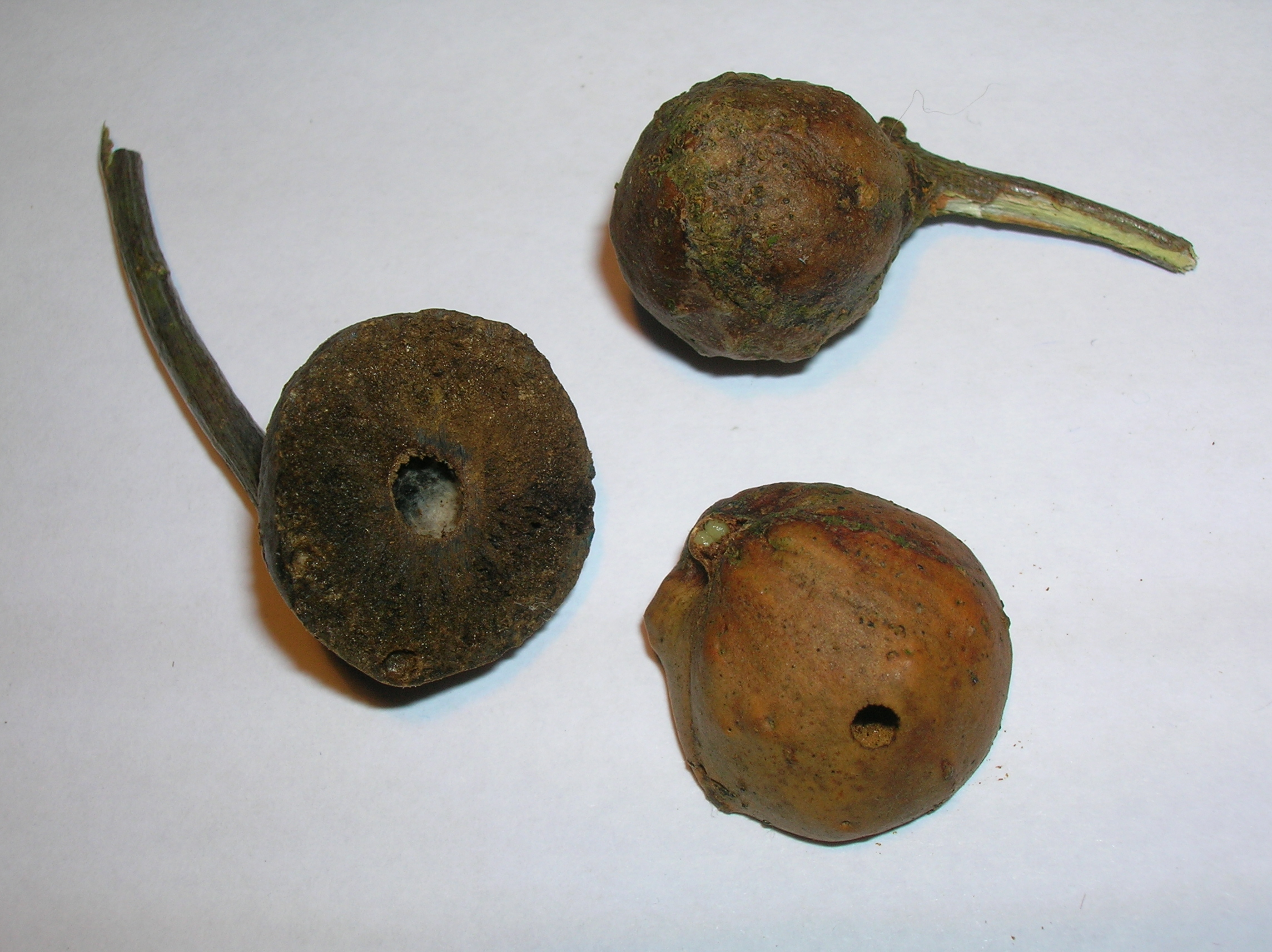
Elvágott gubacs, benne a lárvakamrával
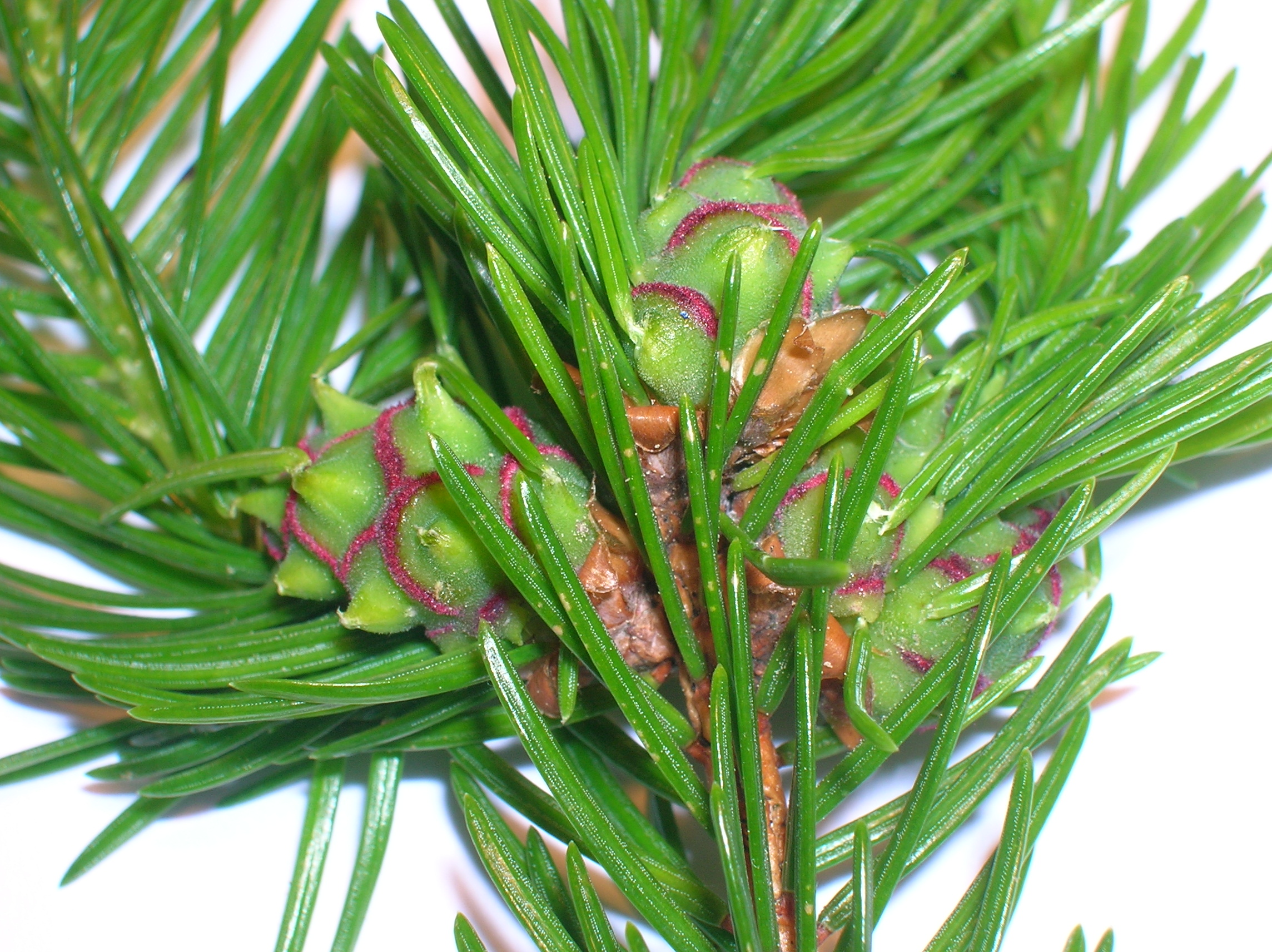
Toboztetű okozta fejlődő ananászgubacs egy norvég fenyőn
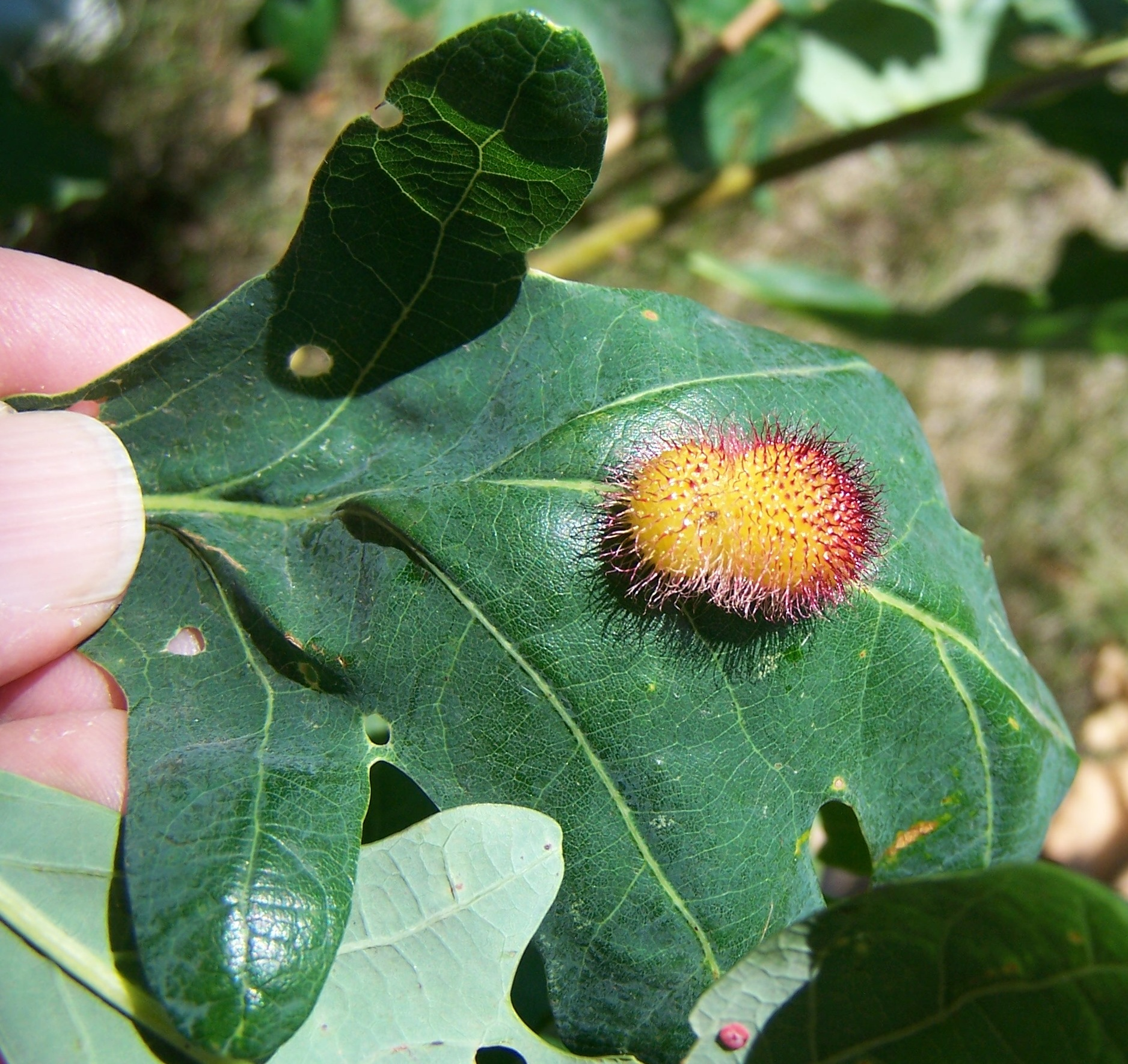
Sündisznógubacs egy fehér tölgy levelén
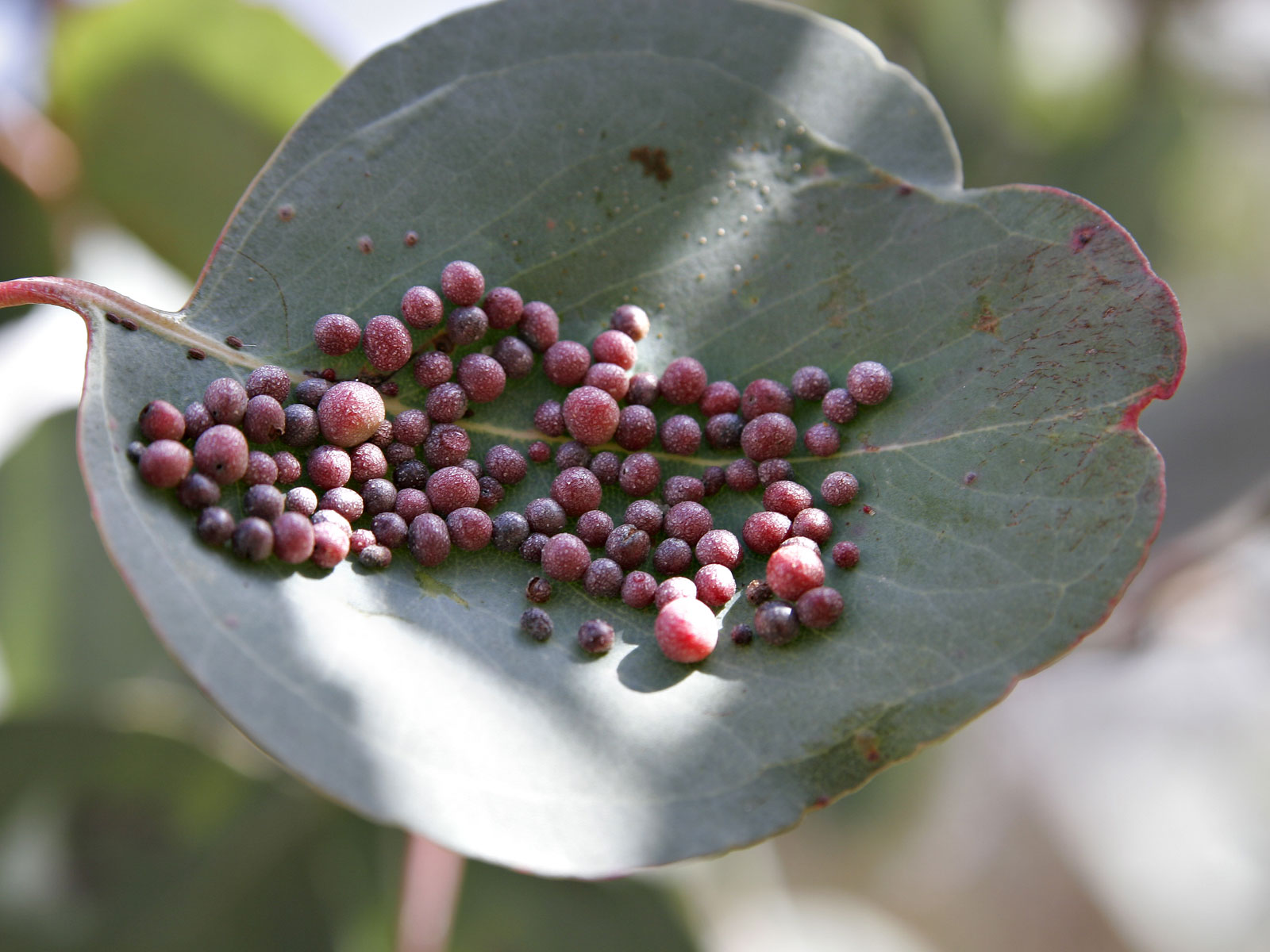
Gubacsok egy eukaliptusz levélen